# Amphoe Ban Bueng
Amphoe Ban Bueng (Thai: อำเภอ บ้านบึง) ist ein Landkreis (Amphoe – Verwaltungs-Distrikt) im Zentrum der Provinz Chonburi. Die Provinz Chonburi liegt im Osten der Zentralregion von Thailand.

## Geographie
Die benachbarten Amphoe sind im Uhrzeigersinn von Norden aus:  die Amphoe Phan Thong, Phanat Nikhom, Bo Thong, Nong Yai, Si Racha und Mueang Chonburi. Alle Amphoe liegen in der Provinz Chonburi.

## Geschichte
Der Distrikt wurde 1921 zunächst als „Zweigkreis“ (King Amphoe) eingerichtet, 1938 bekam er den vollen Amphoe-Status.

## Verwaltung

### Provinzverwaltung
Der Landkreis Ban Bueng ist in acht Tambon („Unterbezirke“ oder „Gemeinden“) eingeteilt, die sich weiter in 52 Muban („Dörfer“) unterteilen.
| Nr. | Name           | Thai       | Muban | Einw.  |
| --- | -------------- | ---------- | ----- | ------ |
| 01. | Ban Bueng      | บ้านบึง      | 05    | 29.019 |
| 02. | Khlong Kio     | คลองกิ่ว     | 09    | 19.385 |
| 03. | Map Phai       | มาบไผ่      | 06    | 05.515 |
| 04. | Nong Samsak    | หนองซ้ำซาก  | 05    | 05.745 |
| 05. | Nong Bon Daeng | หนองบอนแดง | 06    | 05.566 |
| 06. | Nong Chak      | หนองชาก    | 04    | 10.050 |
| 07. | Nong Irun      | หนองอิรุณ    | 12    | 15.927 |
| 08. | Nong Phai Kaeo | หนองไผ่แก้ว  | 05    | 09.709 |

### Lokalverwaltung
Es gibt eine Kommune mit „Stadt“-Status (Thesaban Mueang) im Landkreis:
- Ban Bueng (Thai: เทศบาลเมืองบ้านบึง) bestehend aus Teilen des Tambon Ban Bueng.

Es gibt fünf Kommunen mit „Kleinstadt“-Status (Thesaban Tambon) im Landkreis:
- Ban Bueng (Thai: เทศบาลตำบลบ้านบึง) bestehend aus Teilen des Tambon Ban Bueng.
- Nong Samsak (Thai: เทศบาลตำบลหนองซ้ำซาก) bestehend aus dem kompletten Tambon Nong Samsak.
- Nong Phai Kaeo (Thai: เทศบาลตำบลหนองไผ่แก้ว) bestehend aus den Teilen der Tambon Khlong Kio, Nong Phai Kaeo.
- Hua Kunchae (Thai: เทศบาลตำบลหัวกุญแจ) bestehend aus Teilen des Tambon Khlong Kio.
- Nong Chak (Thai: เทศบาลตำบลหนองชาก) bestehend aus dem kompletten Tambon Nong Chak.

Außerdem gibt es fünf „Tambon-Verwaltungsorganisationen“ (องค์การบริหารส่วนตำบล – Tambon Administrative Organizations, TAO)
- Khlong Kio (Thai: องค์การบริหารส่วนตำบลคลองกิ่ว) bestehend aus Teilen des Tambon Khlong Kio.
- Map Phai (Thai: องค์การบริหารส่วนตำบลมาบไผ่) bestehend aus dem kompletten Tambon Map Phai.
- Nong Bon Daeng (Thai: องค์การบริหารส่วนตำบลหนองบอนแดง) bestehend aus dem kompletten Tambon Nong Bon Daeng.
- Nong Irun (Thai: องค์การบริหารส่วนตำบลหนองอิรุณ) bestehend aus dem kompletten Tambon Nong Irun.
- Nong Phai Kaeo (Thai: องค์การบริหารส่วนตำบลหนองไผ่แก้ว) bestehend aus Teilen des Tambon Nong Phai Kaeo.